# Farmacevtska oblika za oko
Farmacévtska oblíka za okó je sterilna tekoča, poltrdna ali trdna farmacevtska oblika za aplikacijo na očesno zrklo, očesno veznico ali v veznično vrečico.
Razlikujemo več vrst farmacevtskih oblik za oko:
- kapljice za oko,
- raztopine za izpiranje očesa,
- praške za pripravo kapljic ali raztopin za izpiranje,
- poltrdne farmacevtske oblike za oko (mazila, kreme, geli),
- vložke za oko.